# Pamalican
Pamalican, englisch Pamalican Island, ist eine kleine philippinische Insel im Zentrum der Quiniluban-Inseln in der nördlichen Sulusee.

## Geographie
Die längliche Insel ist etwa 2,5 km lang und bis zu 500 Meter breit. Sie ist üppig bewachsen und liegt im Westen einer kreisförmigen Riffplattform.

## Tourismus
Auf Pamalican befindet sich lediglich ein von „Aman Resorts“ betriebenes luxuriöses Ferienresort (Amanpulo Resort) mit zahlreichen Bungalows.

## Verkehr
Im Nordwesten der Insel liegt eine rund 1200 m lange Flugpiste, so dass Pamalican in etwa 90 min Flugzeit mit Kleinflugzeugen von Manila (rund 360 km nördlich gelegen) erreicht werden kann.